# Simone Inguanez
Simone Inguanez (Cospicua, 3 de desembre de 1971) és una escriptora i poetessa de Malta, que escriu els seus poemes en llengua maltesa. La més gran de tres germans, després d'haver passat els primers anys de la seva vida vivint a Cospicua, més tard es va traslladar amb la seva família a Santa Llúcija. Avui Simone viu a il-Kalkara (el forn).
Es va graduar en dret, i psicologia forense, a la Universitat de Malta.
El 2005 va publicar el seu llibre, Ftit Mara, Ftit Tifla (Donetes, Nena). Simone forma part de diversos grups i associacions literàries i és un nom ben conegut en el camp literari.

## Obres
- Water, Earth, Fire and I, 2005
- Ftit Mara, Ftit Tifla, 2005